# Édouard Drouyn de Lhuys

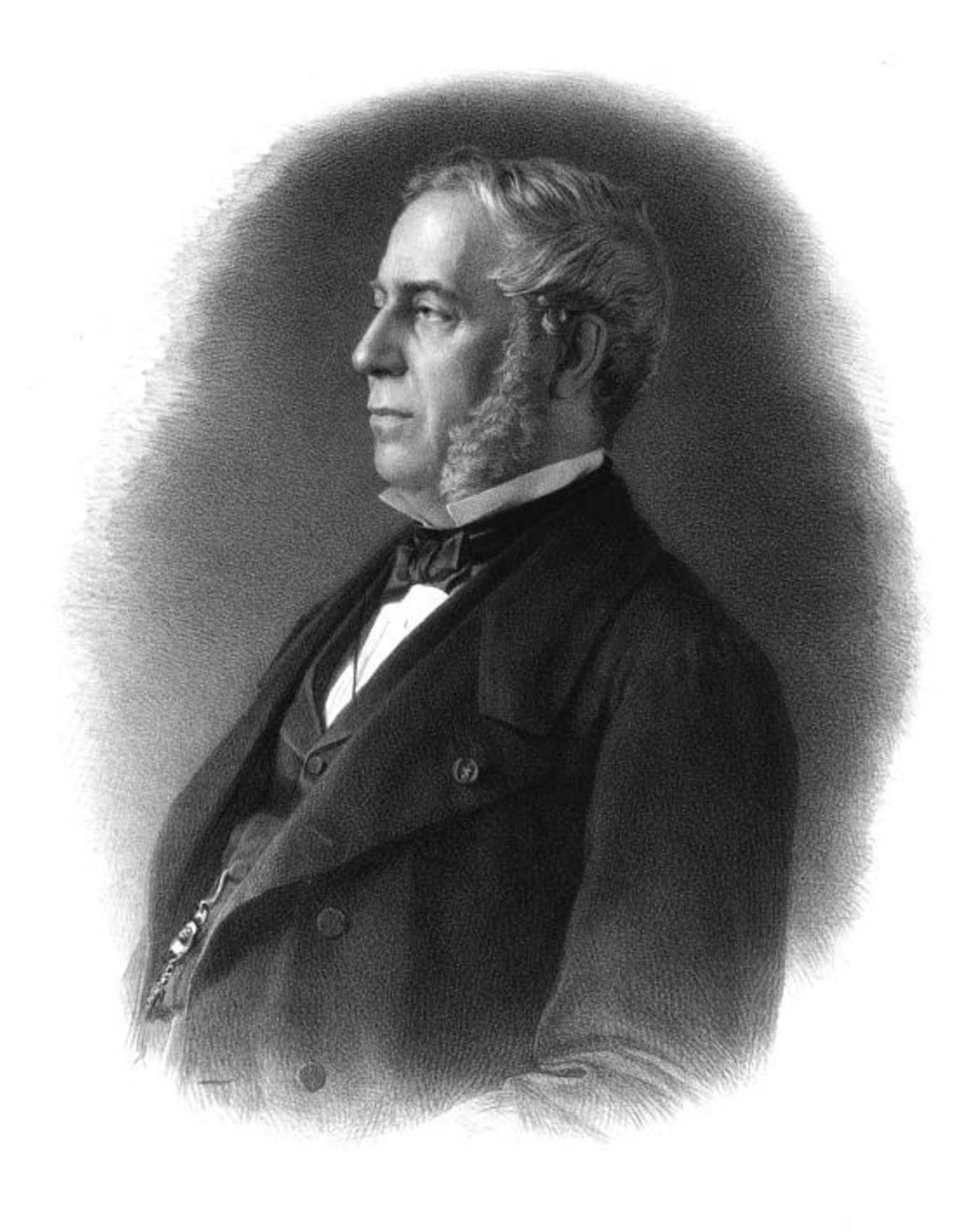
Edouard Drouyn de Lhuys (1805-1881), por Auguste Lemoine.

Édouard Drouyn de Lhuys (19 de noviembre de 1805 - 1 de marzo de 1881) fue un estadista y diplomático francés nacido en París.
Fue embajador en La Haya y Madrid, y se distinguió por su oposición a Guizot. Drouyn de Lhuys sirvió como Ministro de Asuntos Exteriores de 1848 a 1849 durante el primer gobierno de Odilon Barrot. En el segundo gobierno de Barrot, fue reemplazado por Alexis de Tocqueville, y nombrado embajador en Londres. Retornó brevemente como Ministro de Asuntos Exteriores por pocos días en enero de 1851, y luego retornó ya para quedarse en el verano de 1852, convirtiéndose en el primer ministro de Asuntos Exteriores del Segundo Imperio Francés. Dimitió a su cargo en 1855, durante la guerra de Crimea, cuando los primeros acuerdos de paz a los que había llegado con los británicos y austriacos en Viena fueron rechazados por Napoleón III. Volvió al poder 7 años después, en 1862, cuando el ministro de Asuntos Exteriores Édouard Thouvenel renunció debido a sus diferencias con Napoleón acerca de los asuntos italianos, es así que Drouyn de Lhuys fungió nuevamente como Ministro durante la antesala a la guerra austro-prusiana. Tras la guerra, la cual fue catalogada como catastrófica para los intereses franceses en Europa, Drouyn de Lhuys dimitió.
Se retiró de la vida pública después del fracaso en la batalla de Sedán en 1870.